# فلیکس دنایر
فلیکس دنایر (انگلیسی: Félix Denayer؛ زادهٔ ۳۱ ژانویهٔ ۱۹۹۰) بازیکن هاکی روی چمن اهل بلژیک است.